# کوزلوفسکی (باشقیرستان)
کوزلوفسکی (انگلیسی: Kozlovsky, Republic of Bashkortostan) یک شهرک در شهرستان ایشیمبایسکی استان باشقیرستان کشور روسیه است.